# Movement EP
Movement EP – pierwsze EP amerykańskiej grupy rockowej The Fray. Album ukazał się w małym nakładzie latem 2002 roku i obecnie bardzo ciężko jest zdobyć jego egzemplarz. W piosenkach "Where You Want To" oraz "It's For You" główny wokal stanowi Joe King, chociaż za wokalistę zespołu uznawany jest Isaac Slade. EP został nagrany zanim David Welsh i Ben Wysocki dołączyli do The Fray, dlatego na perkusji grał Zach Johnson, a na gitarze basowej Dan Battenhouse.

## Lista utworów
1. "Where You Want To" – 3:22 (Slade, King)
2. "Oceans Away" – 3:59 (Slade, King)
3. "It's For You" – 3:46 (Slade, King)
4. "Vienna" – 3:46 (Slade, King, Battenhouse)